# Antoni Michalski
Antoni Michalski (ur. 14 grudnia 1880 w Gogółkowie, zm. 10 kwietnia 1969 w Ptaszkowie) – polski rolnik, działacz społeczny, poseł na Sejm III kadencji (1930–1935) i Sejm IV kadencji (1935–1938) w II Rzeczypospolitej.
Był synem Walentego i Agaty. Ukończył szkołę powszechną. Po ukończeniu szkoły pracował w starostwie żnińskim, następnie prowadził majątek Łysinin w tym powiecie.
W latach 1902–1905 służył w pruskiej gwardii cesarskiej w Poczdamie. Uczestniczył w strajku szkolnym w 1905 roku, był członkiem Tajnego Komitetu Wyborczego. W czasie I wojny światowej został zmobilizowany do armii niemieckiej. Zwolniony jako inwalida.
Służył w Wojsku Polskim od 1 stycznia do 1 lipca 1919 roku, jako szeregowy w oddziałach powstańczych. W 1918 roku był członkiem Rady Ludowej i komisarzem obwodowym w Poznaniu.
W dwudziestoleciu międzywojennym pełnił wiele funkcji społecznych, był m.in.: członkiem Wydziału Powiatowego, Sejmiku Wojewódzkiego (w 1935 roku był marszałkiem) i Wydziału Wojewódzkiego w Poznaniu, a także Wielkopolskiej Izby Rolniczej i Rady Głównej Wielkopolskiego Towarzystwa Kółek Rolniczych.
Politycznie był związany z BBWR.
Startował bez powodzenia w wyborach parlamentarnych w 1928 roku z listy państwowej nr 30 (Katolicka Unia Ziem Zachodnich).
W wyborach parlamentarnych w 1930 roku został wybrany zastępcą posła na Sejm III kadencji (1930–1935) z listy BBWR z okręgu wyborczego nr 32 (Bydgoszcz). Po zrzeczeniu się mandatu przez posła Pawła Czaplewskiego został posłem. Złożył ślubowanie 10 lutego 1931 roku. Należał do Klubu BBWR.
W wyborach parlamentarnych w 1935 roku został wybrany posłem na Sejm IV kadencji (1935–1938) 11 168 głosami z okręgu nr 99, obejmującego powiaty: inowrocławski, inowrocławski – miejski, mogileński, żniński i szubiński. W kadencji tej należał do Grupy Rolnej i pracował w komisjach: oświatowej (1937–1938), pracy i spraw zagranicznych (1937–1938). W marcu 1936 roku został wybrany do specjalnej komisji budowlanej, a w marcu 1938 roku – do specjalnej komisji dla spraw oddłużenia rolnictwa.
Był odznaczony w 1960 roku Wielkopolskim Krzyżem Powstańczym.
Antoni Michalski był fundatorem kutego ogrodzenia, bram i furty cmentarza w Gąsawie, którą zdobią inicjały jego imienia i nazwiska. Został na tym cmentarzu pochowany.